# Partido Nacional Agrario (Perú)
El Partido Nacional Agrario (PNA) fue un partido político del Perú creado en el año 1930,  de tendencia liberal y anti marxista. 
Sus fundadores fueron Pedro Beltrán Espantoso, Gerardo Klinge y Manuel González Olaechea.